# Gobernación de Mafraq
Al Mafraq (en árabe: محافظة المفرق) entre locales Mafrag o Mafra', es una de las gobernaciones de Jordania, localizada al nordeste de Amán, la ciudad capital del Reino Hachemita de Jordania. Su capital es la ciudad de Mafraq.

## Demografía
Esta gobernación tiene una población de 240.515 (cifras del año 2004) con un porcentaje de un poco más del 4% de la población de Jordania. Posee una superficie de 26.435 kilómetros cuadrados. Los datos anteriores hacen que esta gobernación presente una densidad poblacional de 9,09 residentes por kilómetro cuadrado.

## División interna
Posee una subdivisión interna compuesta de cinco áreas o nahiyas:
- Al-Mafraq
- Ar-Ruwayshid
- Bal'ama
- Sabha
- Sama as-Sarhan

- Datos: Q854871
- Multimedia: Mafraq Governorate / Q854871